# Grau de substituição
O grau de substituição (DS do inglês, ou GS) refere-se a, dentre as estruturas de repetição (no caso R, no exemplo abaixo) ao número de substituições que ocorre em média de alguns de seus radicais, resultando em um polímero modificado.
Exemplificando, dado um polímero:
...-R-R-R-R-R-R-R-R-R-R-...
Consideremos que a substituição será R modificada para -(R-CH2OH)-, por exemplo, que chamaremos -R'-.
Após a substituição:
...-R'-R'-R'-R'-R'-R'-R'-R'-R'-R'-...
Onde de dez entre dez estruturas de repetição sofreram uma substituição, dando um grau de substituição de 1.
Substituições menos distribuidas, e não alterando algumas estruturas de repetição, resultam em grau de substituição menor que 1.
Outras substituições em cada -R-, dependendo de sua estrutura, poderão se dar em mais posições deste -R, de onde o grau poderá ser maior que 1.
Este índice é muito importante na modificação de polímeros naturais, como a celulose, resultando na carboximetilcelulose.